# Karakul
Il lago Karakul o Karakol (in uiguro قاراكۆل, Qaraköl; 喀拉库勒湖S, Kālākùlè HúP; in kirghiso каракул ?; lett. "lago nero") è un lago dello Xinjiang cinese. Si trova nella contea di Akto della prefettura autonoma kirghisa di Kizilsu.

## Geografia
Situato a circa 3 600 m s.l.m. il Karakul è il lago più alto del Pamir cinese. Il suo omonimo sul lato tagico, il lago Kara-Kul, è molto più grande e si trova a 3 914 metri d'altezza. 
Il Karakul si trova vicino alla congiunzione delle catene montuose del Tien Shan e del Kunlun ed è circondato da montagne che rimangono coperte dalla neve per tutto l'anno. I tre picchi principali visibili dal lago sono il Muztagata (7.546 m), il Kungur Tagh (7.649 m) ed il Kongur Tube (7.530 m).
È un lago salato di origine tettonica e occupa una superficie totale di 4,8 km². La sua profondità massima è di 242 m.

## Collegamenti
Si trova a circa 200 km da Kashgar, lungo la strada del Karakorum, un'arteria di 1300 km che collega Islamabad con Kashgar.

## Insediamenti
Sono presenti due insediamenti kirghisi lungo le rive del lago, un piccolo numero di yurte a circa 1 km ad est della fermata dei bus e un villaggio con case di pietra situato sulla riva occidentale.

## Ambiente e turismo
Il lago è oggi meta di molti viaggiatori attratti sia dalla bellezza del paesaggio che dalle acque trasparenti del lago stesso, i cui colori variano dal verde scuro all'azzurro.